# Équipe du Venezuela masculine de basket-ball
Cet article traite de l'équipe masculine. Pour l'équipe féminine, voir Équipe du Venezuela féminine de basket-ball.
Maillots
L'équipe du Venezuela masculine de basket-ball est la sélection des meilleurs joueurs vénézuélien de basket-ball. Elle est placée sous l'égide de la Fédération vénézuélienne de basket-ball (FVB). Contrairement aux autres sports pratiqués dans le pays, le basket-ball est le sport d’équipe qui a apporté au pays le plus de réalisations et de succès.
Ses débuts en compétition internationale ont eu lieu en février 1938 contre le Mexique lors des IVe Jeux d'Amérique centrale et des Caraïbes. Le Venezuela s’est qualifié pour les Jeux olympiques de 1992 et de 2016. Ils ont également accueilli le tournoi pré-olympique 2012 et le championnat des Amériques 2013. Le Venezuela remporte le Championnat des Amériques 2015 contre l'Argentine.

## Histoire

### Les débuts (1920-1936)
L'histoire du basket-ball au Venezuela remonte au début des années 1920, lorsque le nouveau jeu du nord se jouait dans les rues des petites villes selon un format trois contre trois, une pratique qui s'est brièvement répandue dans les régions occidentales et centrales du pays. Dans les années 1930, le basket-ball s'était déjà répandu presque entièrement dans la partie centre-ouest du pays et avec la formation d'équipes, il a cédé la place aux premiers échanges amicaux, jusqu'à ce qu'en 1935, l'Association de basket-ball amateur soit fondée à Caracas. Don José Beracasa, qui avait participé avec l'équipe des Cocodrilos de Caracas aux championnats nationaux de l'époque, a fondé la Fédération vénézuélienne de basket-ball (FVB), exerçant également la fonction de président de l'institution pendant plusieurs années.

### Premier match international (1937-1955)
Le premier enregistrement d'un match de basket-ball de l'équipe nationale remonte à 1937, lorsqu'un groupe de Vénézuéliens fut invité dans la ville colombienne de Cali pour un match international afin de célébrer le 400e anniversaire de la ville. Avec leurs propres moyens et en se déplaçant en bus et en train, l'équipe a battu une l'équipe Équateur sur le score de 44 à 41.
L'année suivante, l'équipe vénézuélienne fera ses débuts dans les compétitions internationales, lorsqu'à l'occasion des IVe Jeux d'Amérique centrale et des Caraïbes, elle affrontera les équipes nationales du Mexique et du Salvador, avec un résultat de deux défaites. Le Vinotinto ne jouera qu'en 1946, dans le cadre des Ve Jeux d'Amérique centrale et des Caraïbes avec un bilan d'une victoire (contre Curaçao) et trois défaites.
Après cela, le Venezuela participera modestement aux Jeux bolivariens, centraméricains et panaméricains jusqu'à ses débuts au Championnat sud-américain de basket-ball de 1955 où il obtiendra la dernière place.

### Les héros de Portland (1991-1992)
Le 18 mai 1991, le Championnat d'Amérique du Sud de basket-ball 1991 a été organisé par le Venezuela pour la première fois. Huit nations se disputeraient le titre de champion d'Amérique du Sud et le Venezuela avait une grande opportunité d'améliorer la deuxième place obtenue aux Paraguay lors du tournoi de 1987. Le 26 mai, 12 000 personnes ont rempli le gymnase du Forum de Valence, récemment inauguré et après la fin du temps réglementaire à égalité avec le Brésil à 112, le Venezuela a pu gagner en prolongation 122 à 121, les 5 derniers points du Venezuela étant marqués par l'attaquant Luis Jiménez pour sceller la victoire et leur premier titre de champion d'Amérique du Sud. Ce titre lui a valu une qualification pour les Jeux panaméricains de 1991 à La Havane et le tournoi pré-olympique de 1992, qui se tiendra dans la ville américaine de Portland. La même année, la Ligue spéciale sera renommée Ligue professionnelle de basket-ball.
Lors du tournoi pré-olympique, l'équipe entrainer par le Portoricain Julio Toro, était composée de Carl Herrera, Luis Jimenez, Gabriel Estaba, Ivan Olivares, Sam Shepherd, Rostin Gonzalez, Victor David Diaz, Alexander Nelcha, Melquiades Jaramillo, Armando Palacios et Nelson Solorzano à commencer par une victoire contre l'Uruguay, puis ont perdu contre le Brésil et Porto Rico. Ils devaient battre le Mexique pour passer à la phase suivante et ils l'ont fait. Ils ont battu le Canada au premier tour des séries éliminatoires pour affronter, une fois de plus, le Brésil, remportant la victoire et une place en finale. Ils affronteraient les États-Unis, un match disputé le 5 juillet 1992 contre une « Dream Team » dirigée par Chuck Daly et composée, entre autres, de Michael Jordan, Larry Bird, Magic Johnson, Chris Mullin, Karl Malone et David Robinson. Le Venezuela finira par perdre sur le score de 127-80, mais sa médaille d'argent le qualifiera pour les Jeux Olympiques de Barcelone de 1992, où il terminera à une modeste 11e place, avec un bilan de 2 victoires et cinq défaites.

## Résultats

### Palmarès
| Compétitions mondiales                             | Compétitions continentales | Autres compétitions                                                                                                |
| -------------------------------------------------- | --- | --- |
| - Jeux olympiques - Néant - Coupe du monde - Néant | - Coupe des Amériques (1) - Vainqueur en 2015 - Finaliste en 1992 - Troisième en 2005 - Championnat d'Amérique du Sud (3) - Vainqueur en 1991, 2014 et 2016 - Finaliste en 1987, 1997 et 2012 - Troisième en 1993, 1999, 2001, 2004 et 2008 - Jeux panaméricains - Finaliste en 2023 | - Jeux bolivariens (3) - Vainqueur en 2001, 2009 et 2013 - Finaliste en 2005 - Coupe Stanković - Troisième en 2015 |

### Parcours en compétitions internationales

#### Jeux olympiques
| Année | Position      |      | Année         | Position     |               | Année | Position |
| 1936  | Non qualifiée | 1976 | Non qualifiée | 2008         | Non qualifiée |       |          |
| 1948  | Non qualifiée | 1980 | Non qualifiée | 2012         | Non qualifiée |       |          |
| 1952  | Non qualifiée | 1984 | Non qualifiée | 2016         | 10e           |       |          |
| 1956  | Non qualifiée | 1988 | Non qualifiée | 2020         | Non qualifiée |       |          |
| 1960  | Non qualifiée | 1992 | 11e           | 2024         | Non qualifiée |       |          |
| 1964  | Non qualifiée | 1996 | Non qualifiée | 2028         | -             |       |          |
| 1968  | Non qualifiée | 2000 | Non qualifiée | 2032         | -             |       |          |
| 1972  | Non qualifiée | 2004 | Non qualifiée | Pays inconnu | -             |       |          |

#### Coupe du monde
| Année | Position      |      | Année         | Position |               | Année | Position |
| 1950  | Non qualifiée | 1978 | Non qualifiée | 2006     | 23e           |       |          |
| 1954  | Non qualifiée | 1982 | Non qualifiée | 2010     | Non qualifiée |       |          |
| 1959  | Non qualifiée | 1986 | Non qualifiée | 2014     | Non qualifiée |       |          |
| 1963  | Non qualifiée | 1990 | 11e           | 2019     | 14e           |       |          |
| 1967  | Non qualifiée | 1994 | Non qualifiée | 2023     | 30e           |       |          |
| 1970  | Non qualifiée | 1998 | Non qualifiée | 2027     | -             |       |          |
| 1974  | Non qualifiée | 2002 | 14e           | 2031     | -             |       |          |

#### Coupe des Amériques
- 1980 : -
- 1984 : -
- 1988 : 7e
- 1989 : 4e
- 1992 :  2e
- 1993 : 6e
- 1995 : 9e
- 1997 : 7e
- 1999 : 5e
- 2001 : 5e
- 2003 : 5e
- 2005 :  3e
- 2007 : 8e
- 2009 : 9e
- 2011 : 5e
- 2013 : 5e
- 2015 :  1re
- 2017 : 9e

## Parcours en Championnat d'Amérique du Sud
- 1930 : -
- 1932 : -
- 1934 : -
- 1935 : -
- 1937 : -
- 1938 : -
- 1939 : -
- 1940 : -
- 1941 : -
- 1942 : -
- 1943 : -
- 1945 : -
- 1947 : -
- 1949 : -
- 1953 : -
- 1955 : 9e
- 1958 : -
- 1960 : -
- 1961 : 8e
- 1963 : -
- 1966 : -
- 1968 : -
- 1969 : -
- 1971 : -
- 1973 : -
- 1976 : -
- 1977 : 4e
- 1979 : 5e
- 1981 : -
- 1983 : 4e
- 1985 : 4e
- 1987 :  2e
- 1989 : 4e
- 1991 :  1er
- 1993 :  3e
- 1995 : 4e
- 1997 :  2e
- 1999 :  3e
- 2001 :  3e
- 2003 : 4e
- 2004 :  3e
- 2006 : 4e
- 2008 :  3e
- 2010 : 4e
- 2012 :  2e
- 2014 :  1re
- 2016 :  1re

## Équipe actuelle
Effectif lors de la Coupe du monde de la FIBA 2019.
| Numéro | Joueur            | Poste | Naissance         | Taille | Club 2018-2019          |
| ------ | ----------------- | ----- | ----------------- | ------ | ----------------------- |
| 5      | Gregory Vargas    | 1     | 18 février 1986   | 1,80 m | Guaros de Lara          |
| 7      | Jhornan Zamora    | 2     | 30 janvier 1989   | 1,96 m | Club Ourense Baloncesto |
| 9      | Pedro Chourio     | 2     | 13 mars 1990      | 1,86 m | Guaros de Lara          |
| 10     | José Vargas       | 3     | 23 janvier 1982   | 1,96 m | Guaros de Lara          |
| 11     | Luis Bethelmy     | 4     | 14 octobre 1986   | 2,00 m | Guaros de Lara          |
| 13     | Anthony Pérez     | 3/4   | 29 septembre 1993 | 2,05 m | Trotamundos de Carabobo |
| 14     | Miguel Ruiz       | 3/4   | 20 décembre 1992  | 2,02 m | Trotamundos de Carabobo |
| 15     | Windi Graterol    | 4/5   | 10 septembre 1986 | 2,04 m | Universo/Brasília       |
| 19     | Heissler Guillént | 1     | 17 décembre 1986  | 1,83 m | Guaros de Lara          |
| 21     | Dwight Lewis      | 2/3   | 7 octobre 1987    | 1,98 m | Trotamundos de Carabobo |
| 23     | Michael Carrera   | 3     | 7 janvier 1993    | 1,96 m | Soles de Mexicali       |
| 43     | Néstor Colmenares | 4/5   | 5 septembre 1987  | 2,03 m | Guaros de Lara          |

## Joueurs marquants
- Greivis Vásquez
- Alex Nelcha
- Carl Herrera
- Richard Lugo
- Víctor David Díaz
- Ivan Olivares
- Gabriel Estaba
- Ramon "Tulo" Rivero
- Cruz Lairet
- Luis Lairet